# Turkse algemene verkiezingen 2011
De Turkse algemene verkiezingen 2011 werden gehouden op 12 juni 2011. Op deze datum werd door de stemgerechtigde Turken een nieuw parlement gekozen.
Het kabinet-Erdoğan II had nieuwe verkiezingen voorgeschreven ten gevolge van het einde van de parlementaire periode.
De Partij voor Rechtvaardigheid en Ontwikkeling (AKP) van premier Erdogan werd zoals verwacht de grote winnaar van de parlementsverkiezingen in Turkije. Met alle stemmen geteld kwam de AK-partij uit op bijna 50 procent van de stemmen. Dat is ruim drie procent meer dan de partij vier jaar geleden haalde, maar door het kiessysteem kreeg de AK-partij nu wel minder parlementszetels: 326 van de 550. En dat zijn er vier te weinig om eigenhandig een referendum uit te schrijven over aanpassing van de grondwet.
De andere grote winnaars waren de Koerdische nationalisten die als onafhankelijke kandidaten deelnamen aan de verkiezingen. Zijn hadden hun zetelaantal verhoogd van 21 naar 36 zetels.
Op ruime afstand van de AK-partij, eindigde de Republikeinse Volkspartij (CHP) onder de nieuwe leider Kemal Kilicdaroglu met 26% procent als tweede. De CHP boekte percentueel nog meer winst dan de AK-partij, maar bleef onder de verwachtingen. De rechtse Partij van Nationalistische Beweging (MHP) kreeg ruim 13 procent van de stemmen.

## Achtergrond
De AK-partij, die sinds 2002 regeert en die in 2007 met 46,7% van de stemmen wederom de grootste werd, aast onder leiding van premier Recep Tayyip Erdoğan op een nieuw mandaat om het Turkse bestel verder te hervormen. Daartoe dient de regering de grondwet, die in 1982 ten tijde van de militaire staatsgreep in de geest van de toenmalige junta werd opgesteld, te wijzigen. Speerpunten zijn het inperken van de naar westerse maatstaven relatief grote macht van de hoge magistratuur en het verbeteren van de positie van vakbonden. Maar ook de invulling van het Turkse staatsburgerschap staat ter discussie.
Een grondige herziening van de grondwet staat al sinds het begin van de huidige regeringstermijn (2007) op de agenda van de AKP. In mei 2010 zette president Abdullah Gül (tot zijn aantreden AKP-lid) zijn handtekening onder een wetsontwerp ter hervorming van de grondwet. Omdat de vereiste tweederdemeerderheid in het parlement niet werd gehaald, dienden de amendementen per referendum te worden voorgelegd aan de bijna vijftig miljoen Turkse kiesgerechtigden.

## Het Turkse kiesstelsel
De Grote Nationale Assemblee van Turkije (Türkiye Büyük Millet Meclisi - TBMM) bestaat uit 550 leden, elke vier jaar direct verkozen middels algemene verkiezingen. De presidentiële verkiezingen staan los van de parlementsverkiezingen. De president vervult voor het grootste deel een symbolische functie en wordt door het volk voor een periode van vijf jaar gekozen met de mogelijkheid voor een tweede termijn.
Het electorale systeem en de procedures worden nader uitgewerkt in de Parlementaire Kieswet (Milletvekili seçimi kanunu). Om in aanmerking te komen voor de TBMM moet een kandidaat onder andere over de Turkse nationaliteit beschikken, ten minste 25 jaar oud zijn, het primair onderwijs hebben afgerond en niet zijn veroordeeld voor ernstige misdrijven, waaronder corruptie en landverraad. Om te mogen stemmen geldt een minimumleeftijd van 18 jaar. De Hogere Kiesraad (Yüksek Seçim Kurulu) is belast met de organisatie van de verkiezingen en de keuring van kandidaten. Partijen die de kiesdrempel niet weten te halen, worden uitgesloten van vertegenwoordiging in het parlement. In elk afzonderlijk kiesdistrict wordt een vast aantal zetels naar evenredige vertegenwoordiging van de geldig uitgebrachte stemmen (volgens de methode-D'Hondt) toegedeeld aan de onafhankelijke kandidaten en de partijen die de kiesdrempel hebben gehaald. Turkije kent 85 kiesdistricten, conform de 81 provincies, waarbij de drie grote steden Istanboel (3), İzmir (2) en Ankara (2) vanwege hun grote inwoneraantal meerdere kiesdistricten kennen. Istanbul levert in totaal 85 parlementariërs, Ankara 31 en İzmir 26.
| Aantal zetels per kiesdistrict | Aantal zetels per kiesdistrict | Aantal zetels per kiesdistrict | Aantal zetels per kiesdistrict | Aantal zetels per kiesdistrict | Aantal zetels per kiesdistrict | Aantal zetels per kiesdistrict |
| --- | --- | --- | --- | --- | --- | --- |
| - Adana 14 - Adıyaman 5 - Afyonkarahisar 6 - Ağrı 4 - Amasya 3 - Ankara, regio 1, 15 - Ankara, regio 2, 16 - Antalya 13 - Artvin 2 - Aydın 7 - Balıkesir 8 - Bilecik 2 - Bingöl 3 | - Bitlis 3 - Bolu 3 - Burdur 3 - Bursa 17 - Çanakkale 4 - Çankırı 2 - Çorum 4 - Denizli 7 - Diyarbakır 11 - Edirne 4 - Elazığ 5 - Erzincan 2 | - Erzurum 6 - Eskişehir 6 - Gaziantep 12 - Giresun 4 - Gümüşhane 2 - Hakkâri 3 - Hatay 10 - Isparta 4 - Mersin 12 - Istanbul, regio 1, 30 - Istanbul, regio 2, 27 - Istanbul, regio 3, 28 | - İzmir, regio 1, 13 - İzmir, regio 2, 13 - Kars 3 - Kastamonu 4 - Kayseri 9 - Kırklareli 3 - Kırşehir 2 - Kocaeli 11 - Konya 14 - Kütahya 5 - Malatya 6 - Manisa 10 | - Kahramanmaraş 8 - Mardin 6 - Muğla 6 - Muş 4 - Nevşehir 3 - Niğde 3 - Ordu 6 - Rize 3 - Sakarya ] 7 - Samsun 9 - Siirt 3 - Sinop 2 | - Sivas 5 - Tekirdağ 6 - Tokat 5 - Trabzon 6 - Tunceli 2 - Şanlıurfa 11 - Uşak 3 - Van 8 - Yozgat 4 - Zonguldak 5 - Aksaray 3 - Bayburt 2 | - Karaman 2 - Kırıkkale 3 - Batman 4 - Şırnak 4 - Bartın 2 - Ardahan 2 - Iğdır 2 - Yalova 2 - Karabük 2 - Kilis 2 - Osmaniye 4 - Düzce 3 - Totaal: 550 |

## Peilingen
Bij de lokale verkiezingen in 2009 kreeg AKP 38% van de stemmen, CHP 23% en MHP bleef op 16%.
Recente peilingen voorspellen dat de AKP met 48,3% wederom de grootste zal worden, gevolgd door CHP met 27,5% en MHP met 11,7%. Volgens de peilingen van onderzoeksbureau ANDY-AR stijgen de stemmen van Ak-Partij van 48.2% naar 51.2%. De grootste oppositiepartij CHP stijgt van 26,8% naar 28,8%. De nationalistische MHP zakt van 11,2% naar 10,7%. De pro-Koerdische BDP zakt verder weg naar 4,3%. Dit was nog 5.8% in de maand ervoor.

## Uitslag

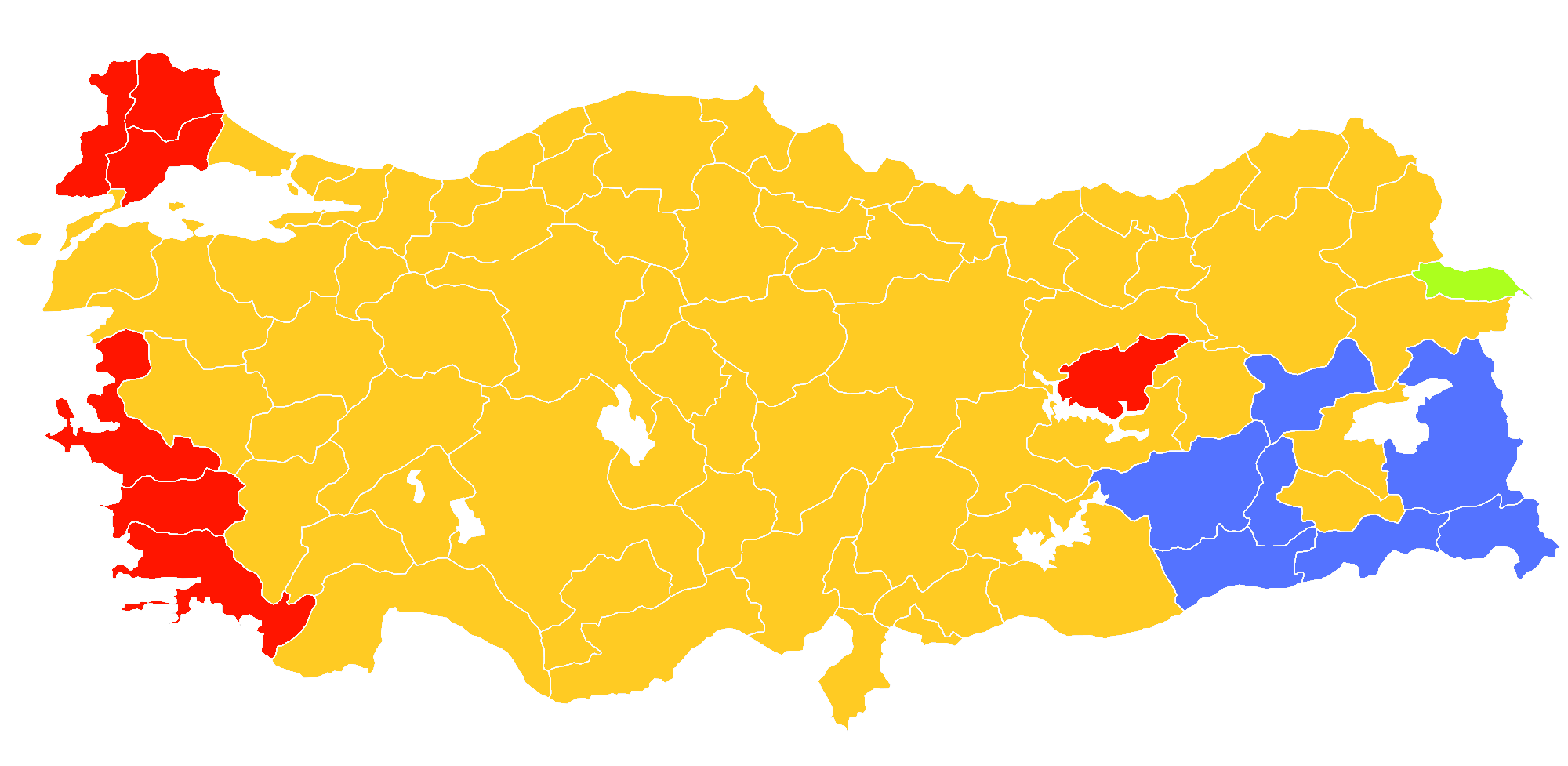
Grootste partij per provincie:
AK-Partij
Onafhankelijk
CHP
MHP

De voorlopige verkiezingsuitslag werden op 12 juni 2011 om 18:30 uur Turkse tijd bekendgemaakt. De officiële verkiezingsuitslag zal bekend worden gemaakt wanneer alle stemmen zijn geteld.
|                              | Partij                                                                          | 2011       | 2011   | 2011  | verschil | verschil |
| stemmen                      | Partij                                                                          | perc.      | zetels | perc. | zetels   |          |
| ---------------------------- | ------------------------------------------------------------------------------- | ---------- | ------ | ----- | -------- | -------- |
|                              | Partij voor Rechtvaardigheid en Ontwikkeling (Adalet ve Kalkınma Partisi, AKP)  | 21.442.528 | 49,90  | 326   | 3,35     | –15      |
|                              | Republikeinse Volkspartij (Cumhuriyet Halk Partisi, CHP)                        | 11.131.371 | 25,91  | 135   | 5,06     | +23      |
|                              | Partij van de Nationalistische Beweging (Milliyetçi Hareket Partisi, MHP)       | 5.580.415  | 12,99  | 53    | 1,30     | –18      |
|                              | Onafhankelijk (Bağımsız)                                                        | 2.859.170  | 6,7    | 36    | 1,41     | +9       |
|                              | Gelukzaligheidspartij (Saadet Partisi, SP)                                      | 534.209    | 1,24   | 0     | 1,10     | ±0       |
|                              | HAS-partij (Halkın Sesi Partisi, HAS Parti)                                     | 326.020    | 0,76   | 0     | 0,76     | ±0       |
|                              | Grote Eenheidspartij (Büyük Birlik Partisi, BBP)                                | 314.908    | 0,73   | 0     | 0,73     | ±0       |
|                              | Democratische Partij (Demokratik Parti, DP)                                     | 278.281    | 0,65   | 0     | 4,77     | ±0       |
|                              | Rechten en gelijkheid partij (Hak ve Eşitlik Partisi, HEPAR)                    | 121.814    | 0,28   | 0     | 0,28     | ±0       |
|                              | Democratische Linkse Partij (Demokratik Sol Parti, DSP)                         | 106.025    | 0,25   | 0     | 0,25     | ±0       |
|                              | Partij van het Juiste Pad (Doğru Yol Partisi, DYP)                              | 64.387     | 0,15   | 0     | 0,15     | ±0       |
|                              | Communistische Partij van Turkije (Türkiye Komünist Partisi, TKP)               | 60.818     | 0,14   | 0     | 0,09     | ±0       |
|                              | Volkspartij (Millet Partisi, MP)                                                | 59.481     | 0,14   | 0     | 0,14     | ±0       |
|                              | Nationalistische en conservatieve partij (Milliyetçi ve Muhafazakar Parti, MMP) | 36.602     | 0,09   | 0     | 0,09     | ±0       |
|                              | Partij van de Arbeid (Emek Partisi, EMEP)                                       | 31.549     | 0,07   | 0     | 0,00     | ±0       |
|                              | Totaal                                                                          | 52.000.000 | 100,0  | 550   | 0,0      | ±0       |
| Bron: Turkse Verkiezingsraad |                                                                                 |            |        |       |          |          |